# Internationale luchthaven Bauerfield
Internationale luchthaven Bauerfield is de belangrijkste luchthaven van de regio Port Vila en van Vanuatu. Het vliegveld is relatief klein, maar Boeing 767's kunnen er landen. Het is de hub voor Air Vanuatu.